# 岐滩站
岐灘站（韓語：기탄역）是朝鮮民主主義人民共和國黄海北道平山郡岐灘里的一個鐵路車站，属于青年伊川线。

## 邻近车站
青年伊川线
平山站 - 岐灘站 - 砧桥站